# Pesceana, Bârzula
Pesceana ori Pesceanca (în ucraineană Піщана, transliterat: Pișceana) este un sat în raionul Bârzula, regiunea Odesa, Ucraina, formată numai din satul de reședință.

## Demografie
Componența lingvistică a comunei Pesceana
     Ucraineană (96,04%)
     Rusă (2,04%)
     Alte limbi (0,89%)
Conform recensământului din 2001, majoritatea populației comunei Pesceana era vorbitoare de ucraineană (96,04%), existând în minoritate și vorbitori de rusă (2,04%).